# علاج ترابطي
العلاج الترابطي هو نظام علاج نفسي مستند على النظرية القائلة إن الأعراض المزاجية والفكرية والسلوكية هي نتاج مترابط عن نماذج الواقع العقلية الحالية للشخص، والتي غالبًا ما تكون ضمنية وغير واعية. أسس بروس إيكر ولوريل هولي هذا النظام في تسعينيات القرن المنصرم. يعتبر العلاج الترابطي حاليًا أحد أكثر علاجات ما بعد الحداثة/البنائية المرموقة.

## وصف عام
يستند العلاج الترابطي على مبدأ ترابط الأعراض. يرى هذا المبدأ أن أي استجابة لنظام العقل-الذهن-الجسد هي تعبير عن تكوينات (أو مخططات) شخصية مترابطة، أي الإدراك غير اللفظي والعاطفي والحسي والجسدي بعيدًا عن الفرضيات المعرفية اللفظية. ينظر إلى الأعراض التي تتولد عن العملاء على أنها تنشيط وتمكين لتكوينات محددة. يظهر مبدأ ترابط الأعراض في درجات متفاوتة وبصورة صريحة أو ضمنية في كتابات عدد من واضعي النظريات العلاجية النفسية التاريخية، ومن الأمثلة على ذلك: سيغموند فرويد (1923)، وهاري ستاك سوليفان (1948)، وكارل يونغ (1964)، ورونالد لينغ (1967)، وغريغوري بايتسون (1972)، وفرجينيا ساتير (1972)، وبول واتزلاويك (1974)، ويوجين جيندلين (1982)، وفيتورو غويدانو وجيوفاني ليوتي (1983)، وليه غرينبيرغ (1993)، وبيسيل فان دير كولك (1994)، وروبرت كيغان وليزا لايهي (2001)، وسو جونسون (2004)، وآخرون.
يؤكد مبدأ ترابط الأعراض على أن الأعراض التي تبدو وكأنها غير عقلانية وخارجة عن السيطرة ليست إلا تعبيرات عقلانية ومقنعة ومنتظمة للمفهوم الحالي للشخص عن ذاته والعالم، فهي ليست اضطرابًا ولا مرضًا. ينظر أيضًا إلى مقاومة الشخص النفسية للتغيير على أنها نتيجة لترابط تكوينات الشخص الذهنية. بذلك، يتناول العلاج الترابطي مقاومة الشخص للتغيير بمثابة حليف وليس عدوًا في العلاج النفسي، مثل ما تتناوله علاجات ما بعد الحداثة الأخرى.
يعتبر العلاج الترابطي نوعًا من أنواع البنائية النفسية. يختلف العلاج الترابطي عن بعض الأنواع الأخرى للبنائية، إذ يتجلى فيه مبدأ ترابط الأعراض كليًا، ويطبق بدقة ليوجه هذه المنهجية ويحيط بها بشكل كامل. لا يسير العلاج الترابطي ضمن عملية تحليلية بل تجريبية، وبهذا يتشابه العلاج الترابطي مع العلاج الكلي، والعلاج التركيزي، ونهج هاكومي. يهدف العلاج الترابطي إلى دفع المريض للامتثال إلى التجربة العاطفية المباشرة للتكوينات الشخصية غير الواعية (أشبه ما تكون بالعقد النفسية أو حالة الأنا) التي تنتج بدورها أعراضًا غير مرغوب بها، إضافة إلى إخضاع المريض لعملية طبيعية لتنقيح هذه التكوينات أو التخلص منها، وبالتالي إزالة هذه الأعراض. يدعي الممارسون حاجة هذه العملية برمتها إلى اثنتي عشرة جلسة أو أقل، لكنها قد تستغرق وقتًا أطول لا سيما عندما تكون المعاني والعواطف الكامنة وراء الأعراض معقدة أو حادة.

## ترابط الأعراض
يعرف إيكر وهولي ترابط الأعراض كما يلي:
1. يظهر الشخص أعراضًا معينة لأنها ضرورية بلا شك، وبغض النظر عن المعاناة المترتبة عليها، وفقًا لمخطط أو تكوين واقعي غير واع أو غير لفظي أو فعال عاطفيًا.
2. يجب على كل تكوين متطلب للأعراض أن يكون مقنعًا–مخططًا واقعيًا وذا معنى ومحكم الترابط وواضح المعالم، إذ يجب تشكيل المخطط بشكل تكيفي ومتوافق مع التجارب السابقة وبشكل قابل للتطبيق في الوقت الحاضر.
3. يتوقف الشخص عن إظهار الأعراض بمجرد اختفاء تكوينات الواقع التي تفرض وجود هذه الأعراض.

هناك أشكال عديدة لترابط الأعراض. على سبيل المثال، تخدم بعض الأعراض وظيفة مهمة وبذلك تعتبر ضرورية (مثل الاكتئاب الذي يحمي من الشعور بالغضب والتعبير عنه)، بينما لا يمتلك بعضها الآخر أي وظيفة ولكنه يعتبر ضروريًا لأنه ذو آثار حتمية، أو ناتج ثانوي ناجم عن استجابة تكيفية مترابطة وغير واعية (كالاكتئاب الناتج عن العزلة، الذي يعتبر بحد ذاته إستراتيجية للشعور بالأمان). تعتبر الأعراض الوظيفية وغير الوظيفية أعراضًا مترابطة وفقًا لأدوات العميل الخاصة.
وبعبارة أخرى، تنص النظرية على أن الأعراض ناتجة عن الآلية التي يستخدمها الشخص في سعيه غير الواعي لتنفيذ غايات الحماية والاحترام الذاتي المتشكلة خلال الحياة. يتناسب نموذج الأعراض هذا مع الفئة الأوسع من البنائية النفسية التي ترى أن الشخص يمتلك أداة عميقة ومهمشة لتشكيل الخبرة والسلوك.
لا ينطبق مبدأ ترابط الأعراض على الأعراض غير المرتبطة بشكل مباشر أو غير مباشر بالمخططات الضمنية أو التعلم العاطفي. على سبيل المثال، الاكتئاب الناجم عن قصور في الغدة الدرقية والتوحد والإدمان الكيميائي الحيوي.

## التنظيم الهرمي للتكوينات
حدد إيكر وهولي مجموعة مجالات أو درجات هرمية منطقية للتكوينات (مستوحاة من غريغوري بايتسون) كأداة لتعريف جميع المخططات والتكوينات الواقعية المعنية:
- تشمل الدرجة الأولى الاستجابات العلنية للشخص؛ أي الأفكار والمشاعر والسلوكيات.
- تشمل الدرجة الثانية المعنى المحدد للحالة الملموسة التي يستجيب إليها الشخص.
- تشمل الدرجة الثالثة غايات الشخص الواسعة والاستراتيجيات المتبعة لتأويل هذا المعنى المحدد (غائية).
- تشمل الدرجة الرابعة المعنى العام لطبيعة الذات والآخرين والعالم لدى الشخص (علم الوجود).
- تشمل الدرجة الخامسة غايات الشخص الواسعة والاستراتيجيات المتبعة لتأويل المعنى العام.
- نادرًا ما تتورط الدرجات العليا (بعد الترتيب الخامس) في العلاج النفسي.

تنشأ أعراض الشخص المرتبطة بالدرجة الأولى كالأفكار والمزاج والسلوك عن تفسير الموقف من الدرجة الثانية، ويتأثر تفسير الدرجة الثانية بتكوينات الشخص من الدرجتين الثالثة والرابعة بشكل كبير. وبالتالي، تشكل الدرجات الثالثة والعليا ما يسميه إيكر وهولي «الحقيقة العاطفية للأعراض»، وهي المعاني والغايات التي يراد بها أن تكون مكشوفة ومدرجة ومتغيرة في العلاج.

## التاريخ
استحدث العلاج الترابطي في أواخر ثمانينات وأوائل تسعينيات القرن العشرين، حيث تحرى إيكر وهولي عن سبب خلق بعض جلسات العلاج النفسي لتحولات عميقة للمعنى العاطفي وتوقف فوري للأعراض بينما لم تستطع أغلبية هذه الجلسات تحقيق ذلك. خلص إيكر وهولي بعد دراستهما للعديد من هذه الجلسات التحويلية لسنوات عدة إلى أن السبب متعلق بإحجام المعالج عن فعل أي شيء لمواجهة أو اعتراض الأعراض، إضافة إلى تجربة العميل القوية والحسية لـ«الحقيقة العاطفية» المهملة سابقًا والمتطلبة وجود الأعراض.
طور إيكر وهولي منهجيات تجريبية لتسهيل هذه العملية عمدًا. اكتشفا قابلية معظم زبائنهما للبدء في اختبار تجارب متعلقة بالترابط الكامن لأعراضهم من الجلسة الأولى. إضافة إلى خلق منهجية سريعة لاسترجاع المخططات العاطفية التي تسيّر توليد الأعراض، عرف إيكر وهولي العملية التي تخضع المخططات المسترجعة لتغيير أو تفكيك عميق؛ يجب تنشيط المخطط العاطفي المسترجع تزامنًا مع اختبار الشخص بوضوح لشيء ما يتناقض معه بشدة. رأى علماء الأعصاب لاحقًا أن هذه الخطوات هي ذاتها المعنية بتحرير وحذف الدائرة العصبية في الذاكرة الضمنية التي تخزن التعلم العاطفي-عملية إعادة التعزيز.
أطلق إيكر وهولي اسم «العلاج السريع الموجه بعمق» على هذا النظام الجديد في البداية، وذلك نظرًا لسرعة التغيير التي اختبراها مع العديد من عملائهما.
في عام 2005، أطلق إيكر وهولي على النظام اسم العلاج الترابطي كونه يعكس المبدأ الأساسي للنهج بشكل أوضح، إضافةً إلى ربط العديد من المعالجين لعبارة «علاج سريع» مع الأساليب البعيدة عن التعمق باعتبارها سطحية بالنسبة لهم.